# سمندر (تشناران)
سمندر (بالفارسية: سمندر) هي قرية تقع في قسم تشناران الريفي (مقاطعة تشناران) في إيران. يقدر عدد سكانها بـ 188 نسمة بحسب إحصاء 2016.